# Gonzalo Córdova
 (novembre 2019).
Si vous disposez d'ouvrages ou d'articles de référence ou si vous connaissez des sites web de qualité traitant du thème abordé ici, merci de compléter l'article en donnant les références utiles à sa vérifiabilité et en les liant à la section « Notes et références ».
Gonzalo Segundo Fernández de Córdova y Rivera (Cuenca 15 juillet 1863 – Valparaíso 13 avril 1928) est un homme d'affaires et homme politique équatorien.

## Biographie
Il est le fils de Joaquín Fernández de Córdova y Cobos et de María Teresa de Rivera y Cortázar. 
Il a été Président du Sénat en 1918.
Il a remporté les élections présidentielles de 1924 et a été président de l'Equateur entre 1924 et 1925.
En raison de manifestations populaires et d'une crise économique, il est renversé par un coup d'état militaire (connu comme la révolution julienne) le 9 juillet 1925. Córdova est arrêté et le 23 août  1925 il s'exile à Valparaíso, où il meurt en mars 1928.